# Войпала
Во́йпала (рос. Войпала) — село в Кіровському районі Ленінградської області, Росія. Належить до муніципального утворення Шумське сільське поселення.

## Географія
Село Войпала знаходиться в східній частині району на берегах одного з рукавів річки Тящевки. Межує із землями, що знаходяться у власності ТОВ «Терра» та землями запасу.
Через село проходить автодорога Шум — Сірокаска..